# Jan Czuwara
Jan Lukasz Czuwara (* 18. Oktober 1995 in Dzierżoniów) ist ein polnischer Handballspieler.

## Karriere

### Verein
Jan Czuwara lernte das Handballspielen in seiner Heimatstadt bei Żagiew Dzierżoniów. 2011 wechselte der 1,84 m große Linksaußen zu Miedź Legnica, mit dem er 2013 aus der ersten polnischen Liga abstieg. Ab 2014 lief er für den Erstligisten Zagłębie Lubin auf. Nach vier Jahren nahm ihn der Ligakonkurrent Górnik Zabrze unter Vertrag. Dort gab er sein internationales Debüt im EHF-Pokal 2019/20. Seit 2021 spielt er für den nordmazedonischen Spitzenklub RK Vardar Skopje, mit dem er 2022 Meisterschaft und Pokal gewann. Obwohl Vardar in der Spielzeit 2022/23 von der Europäischen Handballföderation von allen internationalen Wettbewerben ausgeschlossen worden war, blieb er dem Verein treu. Im Februar 2024 kehrte er zum polnischen Verein Zagłębie Lubin zurück.

### Nationalmannschaft
Sein Debüt in der polnischen Nationalmannschaft gab Czuwara am 8. Juni 2017 bei der 27:33-Niederlage gegen Schweden im norwegischen Elverum. Mit Polen belegte der Flügelspieler bei der Europameisterschaft 2020 den 21. Platz, bei der Weltmeisterschaft 2021 den 13. Platz  und bei der Europameisterschaft 2022 den 12. Platz. Bei der Weltmeisterschaft 2025 warf er 15 Tore in sieben Spielen und belegte mit dem Team den 26. Platz. Insgesamt bestritt er mindestens 78 Länderspiele, in denen er 157 Tore erzielte.